# بگنچ‌محمد قلی‌اف
بِگِنچ‌محمد قلی‌اف (زادهٔ ۴ آوریل ۱۹۷۷) یک بازیکن فوتبال اهل ترکمنستان است.
از باشگاه‌هایی که در آن بازی کرده‌است می‌توان به باشگاه فوتبال ابومسلم خراسان، باشگاه فوتبال شاختار قراغندی و باشگاه فوتبال کپه‌داغ عشق‌آباد اشاره کرد.
وی همچنین در تیم ملی فوتبال ترکمنستان بازی کرده است.